# Brice Samba
Brice Lauriche Samba (Linzolo, 25 de abril de 1994) é um futebolista francês nascido na Republica do Congo que atua como goleiro. Atualmente defende o Rennes e a Seleção Francesa.

## Carreira
Samba ingressou no Le Havre em 2006, trabalhando na equipe de juniores, antes de aparecer no primeiro time em 2011. 

### Olympique de Marselha
Em 4 de janeiro de 2013, Samba ingressou em Marselha do Le Havre AC, assinando um contrato de quatro anos e meio. Ele estreou profissionalmente em Marselha no dia 5 de janeiro de 2014, em um jogo da Coupe de France contra o Stade de Reims, mantendo uma boa defesa em uma vitória em casa por 2-0. Em 9 de julho de 2015, o Samba ingressou no AS Nancy em um empréstimo de uma temporada. 

### Caen
Samba juntou-se a Caen em um contrato de quatro anos a partir de Marselha em 30 de junho de 2017. 

### Nottingham Forest
Em 7 de agosto de 2019, Samba se juntou ao time da EFL Championship da Inglaterra, Nottingham Forest em um contrato de quatro anos por uma taxa não revelada.
Em 2022, na semi final dos Play-off da Championship valendo o acesso para a Premier League, Samba defendeu 3 penaltis na disputa contra o Sheffield United, levando seu time para a final. Na final, Samba jogou todos os 90 minutos, até ser substituido nos acrécimos, no jogo que levou o Nottingham Forest de volta a Premier League após 23 anos de ausencia, ao vencer por 1 a 0 o Huddersfield Town.

### Lens
Em 5 de Julho de 2022, Samba foi anunciado como novo reforço do Lens, em um contrato de cinco anos por uma taxa não revelada.
Terminou a temporada 2022/23 sem sofrer gols em 15 de 38 jogos e foi nomeado o Melhor goleiro da competição. Ajudou o Lens a se classificar para a Champions League pela primeira vez em sua história.

### Rennes
Em 8 de Janeiro de 2025, Samba foi anunciado como novo goleiro do Stade Rennais, assinando um contrato de até 2029 com o clube.

## Carreira Internacional
Nascido no Congo, Samba também possui passaporte francês.
Em Março de 2023, foi convocado para a seleção francesa pela primeira vez, nos jogos contra Paises Baixos e Irlanda. Fez sua estreia contra Gibraltar em 16 de junho de 2023, jogando todos os 90 minutos.

## Estilo de jogo
Samba é descrito como um goleiro moderno, sendo mais ativo no jogo, executando lançamentos e passes longos, e saindo do gol frequentemente para bloquear o chute do atacante. Apesar de não ser muito alto, é otimo em 1 contra 1.